# Mohammed Boutasaa
Mohammed Boutasaa (Amsterdam, 4 augustus 1999) is een Marokkaans-Nederlands kickbokser. Hij vecht voor organisaties als ONE Championship en Enfusion, waar hij in 2020 de Enfusion Lightweight World Champion werd.

## Biografie
Mohammed Boutasaa groeide op in zijn geboortestad Amsterdam, in de Transvaalbuurt. Zijn ouders komen uit de streek van Nador, uit het Rifgebergte in het noorden van Marokko. Op 10-jarige leeftijd begon Boutasaa te trainen met trainer Mohamed Bennasser en vocht toen ook zijn eerste partij.

## Carrière
Op 18-jarige leeftijd tekende Boutasaa zijn eerste professionele contract bij Enfusion. Twee jaar na het tekenen van zijn contract en na een reeks van indrukwekkende partijen, vocht hij op 29 Februari 2020 voor de Enfusion -67 wereldtitel. Die wedstrijd won hij op unanieme jurybeslissing en daarmee werd hij Enfusion -67 kg wereldkampioen. 

## Titels
- Enfusion -67 kg Wereldkampioenschap
- Twee keer Europees kampioenschap
- Vier keer Nederlands kampioenschap

## Professional kickboxing record
Legenda